# Роквілл (Меріленд)
Роквілл (англ. Rockville) — місто (англ. city) в США, адміністративний центр округу Монтгомері штату Меріленд. Населення — 67 117 осіб (2020), що робить його другим за величиною містом у штаті Меріленд, після Балтимора. Місто є частиною агломерації Балтимор-Вашингтон.

## Географія
Роквілл розташований за координатами 39°5′1″ пн. ш. 77°9′20″ зх. д. / 39.08361° пн. ш. 77.15556° зх. д. (39.083647, -77.155618).  За даними Бюро перепису населення США в 2010 році місто мало площу 35,14 км², з яких 34,98 км² — суходіл та 0,16 км² — водойми.

## Демографія
Згідно з переписом 2010 року, у місті мешкало 61 209 осіб у 23 686 домогосподарствах у складі 15 524 родин. Густота населення становила 1742 особи/км².  Було 25199 помешкань (717/км²).
Расовий склад населення:
| - 60,4 % — білих - 20,6 % — азіатів - 9,6 % — чорних або афроамериканців - 0,3 % — корінних американців - 5,3 % — осіб інших рас |

До двох чи більше рас належало 3,8 %. Частка іспаномовних становила 14,3 % від усіх жителів.
За віковим діапазоном населення розподілялося таким чином: 21,5 % — особи молодші 18 років, 64,5 % — особи у віці 18—64 років, 14,0 % — особи у віці 65 років та старші. Медіана віку мешканця становила 38,7 року. На 100 осіб жіночої статі у місті припадало 92,1 чоловіків;  на 100 жінок у віці від 18 років та старших — 89,2 чоловіків також старших 18 років.
Середній дохід на одне домашнє господарство  становив 125 267 доларів США (медіана — 100 239), а середній дохід на одну сім'ю — 145 696 доларів (медіана — 120 180). Медіана доходів становила 80 373 долари для чоловіків та 64 588 доларів для жінок. За межею бідності перебувало 6,8 % осіб, у тому числі 6,3 % дітей у віці до 18 років та 10,5 % осіб у віці 65 років та старших.
Цивільне працевлаштоване населення становило 35 660 осіб. Основні галузі зайнятості: науковці, спеціалісти, менеджери — 24,9 %, освіта, охорона здоров'я та соціальна допомога — 20,2 %, публічна адміністрація — 12,9 %, мистецтво, розваги та відпочинок — 8,8 %.

## Транспорт
Через місто проходить Червона лінія Вашингтонського метро.